# Chrysops suavis
Chrysops suavis är en tvåvingeart som beskrevs av Friedrich Hermann Loew 1858. Chrysops suavis ingår i släktet Chrysops och familjen bromsar. Inga underarter finns listade i Catalogue of Life.